# Jordan Bozov
Jordan Bozov (in bulgaro Йордан Бозов?; Sofia, 25 gennaio 1979) è un ex cestista bulgaro.

## Carriera
Con la Bulgaria ha disputato i Campionati europei del 2005.

## Palmarès
- Coppa di Bulgaria: 2

Rilski Sportist: 2016, 2018